# Mexico Mexico
Pour plus de détails, voir Fiche technique et Distribution.
Mexico Mexico est un film documentaire français réalisé par François Reichenbach, sorti en 1968.

## Synopsis
Les Jeux olympiques d'été de Mexico en 1968.

## Fiche technique
- Titre : Mexico Mexico
- Réalisateur : François Reichenbach
- Scénario : Carlos Fuentes et Jacqueline Lefèvre
- Photographie : François Reichenbach et Jean-Michel Surel
- Musique : Jean-Claude Casadesus
- Montage : André Lefebvre
- Société de production : Le Capricorne
- Genre : Documentaire
- Durée : 90 minutes
- Date de sortie : 
  - France : 13 septembre 1968